# Pelourinho de Ançã
O Pelourinho de Ançã localiza-se no Largo de Pelourinho, na freguesia de Ançã, município de Cantanhede, distrito de Coimbra.
Foi classificado como Imóvel de Interesse Público pelo decreto-lei de 11 de Outubro de 1933.
Os pelourinhos, após o século XV passaram a ser considerados como o símbolo de liberdade municipal de um concelho. Este era o local onde se aplicava a justiça, sendo frequentemente erguido em frente ao edifício da Câmara Municipal.

## Características
O Pelourinho de Ançã tem aspeto setecentista, mas a configuração atual remonta ao século XIX, época em que foi restaurado devido a um estado avançado de deterioração. O pelourinho é composto por uma base quadrada com dois degraus e um coluna em que a metade inferior é quadrada e rustica e a superior é cilíndrica. O topo do pelourinho apresenta um capitel arredondado com motivos fitomórfico.